# Delta del Mekong
El delta del Mekong (Đồng bằng Sông Cửu Long, Delta del riu dels 9 dracs) és la regió del sud-oest del Vietnam on desemboca el riu Mekong. La regió del delta del Mekong ocupa un territori de 39.000 km². La superfície coberta per l'aigua varia en funció de l'estació de l'any.
El delta del Mekong, com a regió, es troba immediatament a l'oest de Ciutat Ho Chi Minh (també anomenat Saigon pels locals), formant aproximadament un triangle que s'estén des de Mỹ Tho a l'est fins a Châu Đốc i Hà Tiên al nord-oest, fins a Cà Mau a l'extrem més meridional de Vietnam, i inclosa l'illa de Phú Quốc.

## Geografia
La regió del delta del Mekong al Vietnam mostra una varietat de paisatges físics, però està dominada per planes inundables planes al sud, amb alguns turons al nord i a l'oest. Aquesta diversitat de terrenys va ser en gran part producte de l'elevació i plegament tectònic provocat per la col·lisió de les plaques tectòniques índia i eurasiàtica fa uns 50 milions d'anys. El sòl del delta inferior consisteix principalment en sediments del Mekong i els seus afluents, dipositats durant milers d'anys a mesura que el riu va canviar el seu curs a causa de l'horitzontalitat de la planada de terreny baix.
El sistema actual del delta del Mekong té dos canals de distribució principals, ambdós descarreguen directament a la Mar de la Xina Oriental. El riu transporta més de 160 milions de tones de sediments, incloent 6,5 milions de tones de sorra, cada any. S'estima que les càrregues de sediments històriques són més altes, però s'han reduït a causa de l'embassament per a l'energia hidroelèctrica al curs superior de la conca del riu Mekong i l'extracció de sorra a la llera del riu. Els sediments són el factor impulsor en la construcció del delta cap al mar (progradació) i ascendent (agregació) per les inundacions estacionals, i es contraresten per l'erosió costanera i l'augment del nivell del mar.
El delta del Mekong és la regió amb la superfície forestal més petita del Vietnam. 300.000 ha o el 7,7% de la superfície total estaven en estat boscós en 2011. Les úniques províncies amb grans boscos són la província de Cà Mau i la província de Kiên Giang, que juntes representen dos terços de la superfície forestal de la regió, mentre que els boscos cobreixen menys del 5% de l'àrea de les altres vuit províncies i ciutats.
Recentment, el delta del Mekong ha estat nomenat com a Tresor Biològic. S'han descobert al voltant de 10.000 noves espècies, incloent espècies que es creien ja extingides, com la Rata de roca laosiana.

### Agricultura
Una superfície de 2,6 milions d'ha en el Delta del Mekong Delta tenen ús agrícola. Aquesta xifra suposa un quart del total de l'estat vietnamita. Per causa del terreny predominantment pla i poc forestat (llevat d'àrees de la província de Cà Mau) quasi dos terços (64.5%) de la superfície de la regió pot dedicar-s'hi a l'agricultura. La quota de sòl agrícola supera el 80% en Cần Thơ i la veïna província de Hậu Giang, i és inferior al 50% sols en la província de Cà Mau (32%) i província de Bạc Liêu (42%). L'extensió de terra de la regió utilitzada per al cultiu de cereals representa el 47% del total nacional, més que el nord i el centre de Vietnam junts. La major part d'ella s'empra per al cultiu d'arròs.
La producció d'arròs el 2011 va ser de 23.186.000 t, el 54,8% de la producció total del Vietnam. Els productors més forts són la província de Kiên Giang, la província d'An Giang i la província de Đồng Tháp, que produeixen més de 3 milions de tones cadascuna i gairebé 11 milions de tones juntes. Dues d'aquestes províncies produeixen més que tot el delta del riu Vermell. Sols tres províncies compten amb produccions menors d'un milió de tones d'arròs a l'any (Bạc Liêu, Cà Mau, Bến Tre).